# Iowa gambling task
L'Iowa gambling task è un test psicologico basato sul gioco d'azzardo (dall'inglese gambling), utilizzato per osservare i meccanismi decisionali della mente umana nella vita reale. Ideato da Antoine Bechara, Antonio Damasio, Daniel Tranel e Steven Anderson, allora ricercatori all'Università dell'Iowa, è stato utilizzato in diversi esperimenti mirati ad analizzare la capacità di scelta carente in pazienti con lesioni alla corteccia prefrontale ventromediale o alla corteccia orbitofrontale. Poiché è stato dimostrato che lesioni in queste aree comportano l'incapacità di rievocare le emozioni relative a eventi passati, ci si aspetta che i pazienti affetti siano incapaci di trarre profitto dalle esperienze precedenti, effettuando le proprie scelte in modo del tutto casuale.
L'Iowa gabling task è ampiamente utilizzato nella ricerca sulla cognizione e sulle emozioni. Una review del 2006 ha evidenziato che il test era stato usato in oltre 400 articoli.

## Formulazione del test

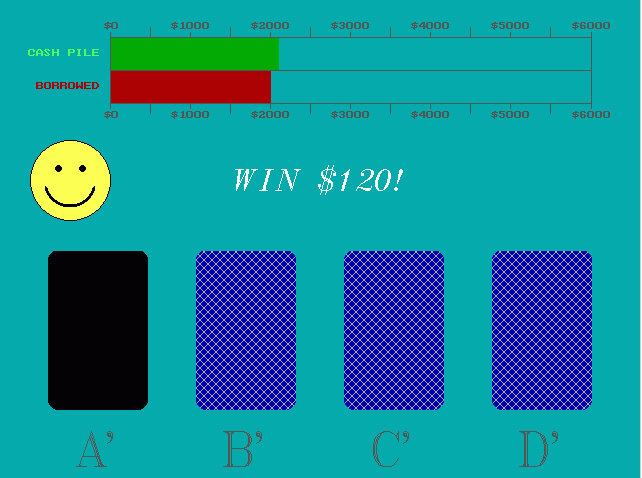
Screenshot dell'Iowa gambling task

Ai soggetti vengono presentati quattro mazzi di carte da gioco, due "buoni" e due "cattivi". Ogni mazzo contiene carte che comportano sia una vincita che una perdita. Nei mazzi "buoni" la vincita è bassa, ma la perdita è minore (ad esempio vincita 50 $ - perdita 25 $); nei mazzi "cattivi" sebbene le vincite possibili siano alte, le perdite sono ancora maggiori (vincita 100 $ - perdita 125 $).
Inizialmente ai partecipanti viene data una somma di denaro e ricevono l'istruzione di massimizzare la vincita.
Dopo alcune mani, i soggetti sani evidenziano l'abilità di effettuare la scelta meno rischiosa e che comporta più vincite a lungo termine, tendono cioè a pescare carte dai mazzi "buoni". Al contrario i soggetti con lesioni, non mostrano questo pattern, continuando a pescare indifferentemente da entrambi i mazzi. Il loro deficit neurologico inficia la capacità di apprendere dagli errori passati e influisce sul loro comportamento nel gioco. Per questo motivo, secondo gli autori del test, i soggetti con lesioni alla corteccia prefrontale ventromediale, seppur dotati di capacità cognitive e intellettive nella norma, hanno grandi difficoltà a prendere decisioni in situazioni di vita reale.